# Txillardegi

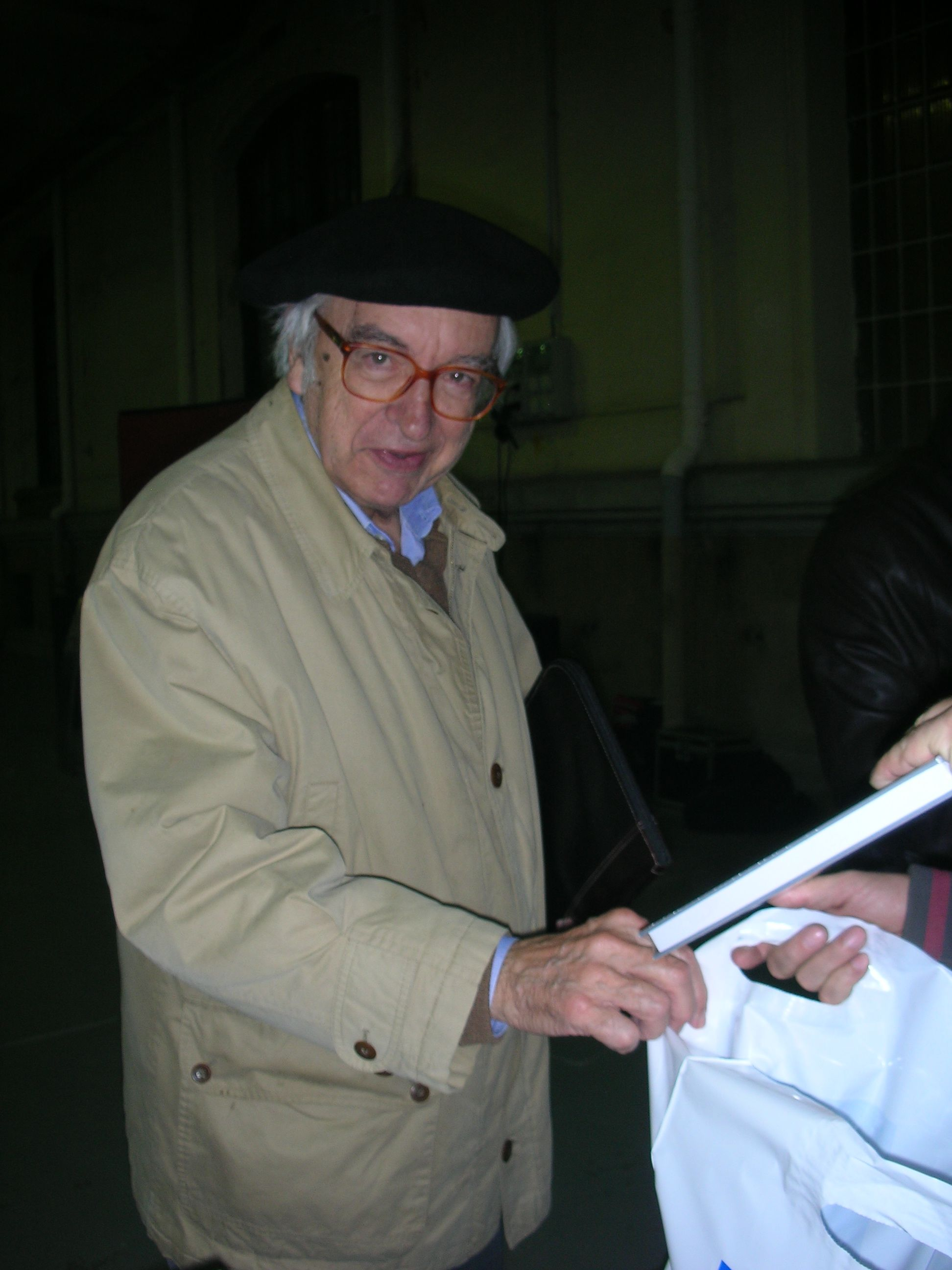
Txillardegi in 2007

Txillardegi, pseudoniem van José Luis Álvarez Enparantza, (San Sebastian, 27 september 1929 – 14 januari 2012) was een Baskisch politicus, linguïst en schrijver. Tevens is Enparantza een van de oprichters van de Baskische afscheidingsbeweging ETA in 1958. Txillardegi wordt beschouwd als een van de meest invloedrijke figuren in het Baskische nationalisme en de Baskische cultuur van de tweede helft van de 20e eeuw.

## Biografie

### Vroege leven en activisme
Tijdens zijn studietijd in Bilbao participeerde Enparantza in diverse nationalistische jeugdbewegingen. Samen met andere studenten richtte hij de groep EKIN op die in 1958 zou uitmonden in het ontstaan van de ETA. Enparantza was linguïst en schrijver. In 1957 bracht hij zijn Baskischtalige roman Leturiaren Egunkari Ezkutua uit, hoewel het Baskisch niet zijn moedertaal was. Enparantza heeft zelfstandig het Baskisch geleerd tijdens zijn studietijd in Bilbao. Het boek wordt beschouwd als het eerste moderne boek geschreven in het Baskisch. Onder Franco werd hij hiervoor gearresteerd en gevangengenomen. Toen hij daarna opnieuw werd gearresteerd ging hij in 1961 in ballingschap. Jarenlang werkte hij in ballingschap aan de schepping van een gestandaardiseerde vorm van het Baskisch; dat men tegenwoordig kent als Standaard Baskisch. In 1967 keerde Txillardegi terug uit ballingschap naar Baskenland.

### Politieke en universitaire carrière
In 1979 werd Enparantza verkozen tot senator voor Herri Batasuna. In de jaren '80 begon dan een universitaire loopbaan als specialist in de linguïstiek en hij beëindigde zijn loopbaan als professor emeritus aan de Universiteit van Baskenland.

### Dood
De Baskische krant Gara berichtte op zaterdag 14 januari 2012 dat die dag Txillardegi is komen te overlijden. José Luis Álvarez Enparantza is 82 jaar oud geworden.